# Eckartshausen (Werneck)
Eckartshausen ist ein Gemeindeteil des Marktes Werneck im unterfränkischen Landkreis Schweinfurt in Bayern.

## Geographie
Das Kirchdorf Eckartshausen liegt etwa 15 Kilometer westlich von Schweinfurt und vier Kilometer nördlich von Werneck. Mit seinen 420 Einwohnern ist Eckartshausen der drittkleinste Ort des Marktes Werneck.
Einziger Einödhof in der Gemarkung ist die einen Kilometer westlich des Dorfes gelegene Schornmühle. Südlich des Ortes schlängelt sich der Eschenbach in östliche Richtung. Er gibt dem Tal seinen Namen und mündet zwischen Schnackenwerth und Ettleben in die obere Wern.

## Geschichte
Eckartshausen entstand vermutlich Anfang des 9. Jahrhunderts. Namensgeber dürfte Otger gewesen sein. 1161 wurde der Ort erstmals urkundlich erwähnt. Alte Namensformen sind „Oggeshusen, Eckericheshusen und Oeggershusen“.
Landwirtschaft spielte seit jeher eine untergeordnete Rolle. Wegen der dürftigen Qualität des Ackerbodens hatte Ackerbau nie gute Bedingungen. Deshalb bestritten die Männer ihren Lebensunterhalt früh überwiegend als Steinhauer (im hiesigen Steinbruch), Maurer oder Pflasterer. Eckartshausen wird daher auch als „Dorf der Pflasterer“ bezeichnet. 
Als Folge des Krieges und verstärkt durch die Pest war die Zahl der Familien im Dreißigjährigen Krieg im Jahr 1637 von 35 auf 13 zurückgegangen. Im Ersten Weltkrieg waren 14, im Zweiten 16 Gefallene zu beklagen. Von direkten Kriegsschäden blieb der Ort verschont.
Am 1. Januar 1978 wurde die Gemeinde Eckartshausen im Zuge der Gemeindegebietsreform in die Gemeinde Werneck eingegliedert.

## Sehenswürdigkeiten
Sehenswert ist die Marienwallfahrtskirche aus dem Jahre 1467 mit dem Gnadenbild der Mater Dolorosa. Die Kirche, eine Filiale der Pfarrei Schleerieth, ist im gotischen Stil erbaut und kunsthistorisch interessant. Besonders augenfällig sind der Juliusturm, der gotische Chor, die Strebepfeiler und die spitzbogigen Portale. Als Bauherren gelten mehrere fränkische Adelsgeschlechter. Die Wallfahrtskirche liegt am Jakobusweg und am Fränkischen Marienweg. Zwischen 2008 und 2010 wurde sie innen und außen renoviert. 

Außerdem gibt es ein privates Museum der bäuerlichen Kultur. Es wurde von Richard Reinhart eingerichtet und enthält eine Sammlung bäuerlicher Trachtenkleider.

## Wirtschaft / Infrastruktur
Da die Landwirtschaft auch heute noch eine untergeordnete Rolle spielt, arbeiten die meisten Arbeitnehmer in Schweinfurt, Werneck oder Würzburg und pendeln täglich dorthin.

### Verkehr
Durch Eckartshausen verläuft die Kreisstraße SW 29. 400 m westlich des Ortszentrums verläuft die Autobahn A 7, südwestlich kreuzt sie am Autobahnkreuz Schweinfurt/Werneck die A 70. Die Autobahnen sind über die Anschlussstelle Werneck (AS 3) erreichbar. 
Der Ort ist an das Radwegenetz des Marktes Werneck angeschlossen.

## Söhne und Töchter des Ortes
- Otto Kirchner (1887–1960), Bildnis- und Genremaler